# 长柱风铃草
长柱风铃草（学名：Campanula chinensis）为桔梗科风铃草属的植物，为中国的特有植物。分布于中国大陆的云南、西藏等地，生长于海拔2,400米至3,200米的地区，一般生长在岩石上、松林下及干瘦的土壤上，目前尚未由人工引种栽培。